# Życzyn (Białoruś)
Życzyn (biał. Жычын; ros. Жичин) – wieś na Białorusi, w obwodzie brzeskim, w rejonie bereskim, w sielsowiecie Pierszamajska.
Dawniej wieś i folwark. W dwudziestoleciu międzywojennym leżał w Polsce, w województwie poleskim, w powiecie prużańskim.